# Château de Brissac (Hérault)
Cet article concerne le château de Brissac dans l'Hérault. Pour Le château de Brissac situé en Maine-et-Loire, voir Château de Brissac. Pour les autres homonymes, voir Brissac.
Le château de Brissac est une forteresse du XIe siècle qui domine le village de Brissac, dans le département de l'Hérault. Agrandie au XIIIe siècle et transformée en demeure d'habitation au XVIIe siècle, elle a fait l'objet d'une restauration attentive.

## Historique
La première mention de la seigneurie de Brissac apparaît en 1054 lors de la donation du prieuré Saint-Pierre de Sauve à l'abbaye de Gellone par le seigneur Pierre-Bermond de Sauve et Eustorge sa mère. Parmi ses vassaux présents, noble homme Frédolon Raimond de Brissac.
L'actuel donjon nord du château existe déjà, le donjon sud est construit peu après.
En 1169, dans le pacte de mariage de Raimond I de Roquefeuil avec Guilhemette de Montpellier, fille de Guilhem VII de Montpellier et de Mathilde de Bourgogne, Bertrand d'Anduze et sa femme Adélaïde de Roquefeuil, parents de Raimond, promettent de donner à leur future belle-fille les revenus du château et de la seigneurie de Brissac lorsque le mariage sera célébré.
En 1189 a lieu un pacte de partage du château de Brissac, entre Raimond de Roquefeuil et Vierne de Ganges. Le seigneur de Roquefeuil a la majorité du château dont les deux tours et la aula ainsi que la suzeraineté. Vierne et son fils Pons ont le reste du château sous la suzeraineté de Raimond I de Roquefeuil. 
La seigneurie et château de Brissac restent sous la domination de la famille de Roquefeuil jusqu'en 1276 puis passe au comte Henri II de Rodez, petit-fils de Raimond II de Roquefeuil. 
Le petit-fils de Pierre Pons, Raymond, passe une transaction en 1275 avec Dauphine de Roquefeuilhe par lequel il est accordé « que les parties cognoistroient par ensemble des crimes comis (sic) ez chemins [...] du chateau de Brissac », partageant ainsi les droits de justice sur cette seigneurie.
Ce même Raymond, désormais co-seigneur de Brissac, épouse Béatrix, fille de Roger Bermond d'Anduze, importante famille du Languedoc. Le prénom de Bermond devient dès lors usuel dans la famille de Pierre de Pierrefort, donnant naissance au surnom local du château, encore usité de nos jours : les « tours Bermonde ».
Le 5 mai 1395, son arrière-petit-fils Bertrand Pierre, Baron de Ganges, rend hommage à l'évêque de Maguelone, Antoine de Lovier, auquel il remet la Seigneurie de Brissac. Celui-ci prend possession du fief dès le lendemain. Un procès-verbal du 6 mai 1395 signé par les notaires Toussaint Roger et Pierre Matthias l'atteste .
À cette époque, le château est entouré d'une enceinte fortifiée, le donjon sud est surélevé. Une enceinte extérieure protège les maisons groupées au pied de l'édifice.
Les évêques de Maguelone conservent la Seigneurie de Brissac jusqu'au 4 septembre 1590, date à laquelle ils la revendent, par besoin d'argent. François de Roquefeuil s'en rend alors acquéreur. La seigneurie et château de Brissac revienne ainsi dans le giron de la famille de Roquefeuil jusqu'en 1819.

## Description

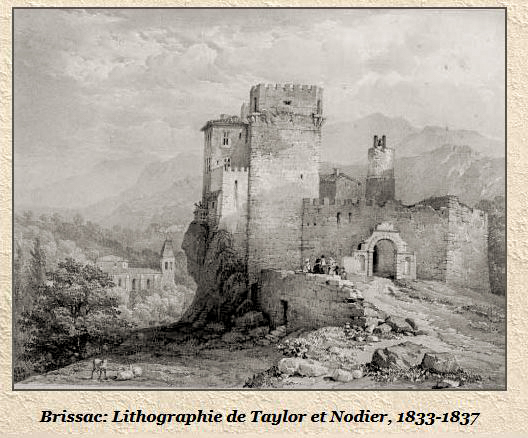
Château de Brissac (lithographie de Taylor et Nodier vers 1833)

## Protection
Le château de Brissac n'est pas protégé par un classement ou une inscription au titre des monuments historiques. Cet édifice ne figure pas au recensement de l'Inventaire général du patrimoine culturel.